# Massif Geologov
Das Massif Geologov (englisch; russisch Массив Геологов Massiw Geologow, deutsch ‚Geologenmassiv‘) ist ein Massiv im ostantarktischen Mac-Robertson-Land. Es ragt südwestlich des Battye-Gletschers im östlichen Teil der Aramis Range in den Prince Charles Mountains auf.
Russische Wissenschaftler benannten es.